# Roperuelos del Páramo (kommunhuvudort)
Roperuelos del Páramo är en kommunhuvudort i Spanien.   Den ligger i provinsen Provincia de León och regionen Kastilien och Leon, i den nordvästra delen av landet, 260 km nordväst om huvudstaden Madrid. Roperuelos del Páramo ligger 772 meter över havet och antalet invånare är 725.
Terrängen runt Roperuelos del Páramo är platt. Runt Roperuelos del Páramo är det glesbefolkat, med 11 invånare per kvadratkilometer. Närmaste större samhälle är La Bañeza, 11,7 km nordväst om Roperuelos del Páramo. Trakten runt Roperuelos del Páramo består till största delen av jordbruksmark.